# Anadoras insculptus
Anadoras insculptus es una especie de pez de la familia Doradidae en el orden de los Siluriformes.

## Hábitat
Es un pez de agua dulce y de clima tropical.

## Distribución geográfica
Se encuentran en Sudamérica: Brasil y Argentina.